# عشيرة كيتاباتاكي
عشيرة كيتاباتاكي، عشيرة حكمت جنوب مقاطعة آيس "Ise" وكانت لها روابط قوية بالمقاطعات الشرقية عبر طرق البحر الهادئ. وكان من بين قادتها كيتاباتاكي تومونوري.